# Tamaiti Williams
Pour les articles homonymes, voir Williams.

a Compétitions nationales et continentales officielles uniquement.

b Matchs officiels uniquement.
Dernière mise à jour le 18 novembre 2024.
Tamaiti Williams, né le 10 août 2000 à Whangārei (Nouvelle-Zélande), est un joueur international néo-zélandais de rugby à XV. Il joue au poste de pilier avec les Crusaders en Super Rugby depuis 2021, et avec la province de Canterbury en NPC depuis 2020.

## Carrière

### En club
Tamaiti Williams est né à Whangārei dans la région de Northland, mais grandit en Australie à Perth où sa famille s'est installée alors qu'il n'avait que quelques mois. Lors de son enfance, il pratique le rugby à XV avec le club de Kalamunda, ainsi que le rugby à XIII,,. À XV, il représente la sélection des moins de 15 ans de l'État d'Australie-Occidentale en 2015.
Ses parents décident de rentrer en Nouvelle-Zélande en 2016, et font leur retour en Northland à Kāeo. Il est scolarisé dans un premier temps avec la Kerikeri High School, et joue avec l'équipe de l'établissement. Il évolue à ce moment-là au poste de troisième ligne centre. Au bout d'un an, il est repéré à l'occasion d'un tournoi de rugby à sept, et rejoint le réputé Saint Kentigern College (en) dans la banlieue d'Auckland. Dans son nouvel établissement, il est encouragé à changer de poste afin de se convertir en pilier, plus en adéquation avec ses qualités physiques. Avec l'équipe de son établissement, il remporte le championnat scolaire de la région d'Auckland en 2017,. En 2018, il considéré comme l'un des meilleurs joueurs du pays à son poste dans sa catégorie d'âge,.
Après avoir terminé le lycée, il décide de rejoindre en 2019 l'Academy (centre de formation) de la franchise des Crusaders, basée à Christchurch. Jouant également avec les équipes jeune de la province de Canterbury, il remporte le championnat provincial des moins de 19 ans en 2019. Enfin, il évolue aussi avec le club amateur du Burnside RFC dans le championnat de la région de Canterbury.
En 2020, il joue aussi avec l'équipe Development (espoir) de la franchise des Crusaders. Plus tard la même année, il est retenu dans l'effectif senior de la province de Canterbury pour disputer la saison 2020 de NPC (championnat des provinces néo-zélandaises),. Il fait ses débuts professionnels le 11 septembre 2020 face à North Harbour. Il joue sept matchs lors de sa première saison, dont trois titularisations.
Dans la foulée de ses débuts au niveau provincial, il est retenu par les Crusaders pour disputer la saison 2021 de Super Rugby,. Il joue son premier match le 25 avril 2021 face aux Blues lors du Super Rugby Aotearoa. Il profite alors de la blessure de Joe Moody pour obtenir un temps de jeu conséquent au poste de pilier gauche. Il joue deux matchs en Super Rugby Aotearoa, avant de jouer cinq rencontre lors de l'édition Trans-Tasman qui la suit immédiatement. Il connaît son unique titularisation de la saison le 4 juin 2021 contre la Western Force.
Toujours en 2021, il joue deux matchs de NPC avec Canterbury, avant qu'une blessure au tendon d'Achille mette un terme à sa saison.
Lors de la présaison 2022 avec les Crusaders, il déclare vouloir se fixer au poste de pilier droit, après avoir évolué des deux côtés lors du début de sa carrière. En effet, avec le départ du droitier Michael Alaalatoa, Williams considère avoir plus de chance de s'imposer de ce côté de la première ligne, plutôt qu'à gauche où sont présents les All Blacks Joe Moody et George Bower. Son souhait est néanmoins mis en suspens en cours de saison avec la blessure de Moody à gauche, et l'émergence de Fletcher Newell à droite,. Il est remplaçant au poste de pilier gauche lors des phases finales, qui voient son équipe remporter un nouveau titre.
Malgré un NPC 2022 où il est exclusivement utilisé au poste de pilier gauche avec Canterbury, le nouvel entraîneur des avants des Crusaders Daniel Perrin affirme sa volonté de le voir évoluer à droite pour la saison 2023. Il démarre effectivement la saison comme titulaire à droite, profitant de la blessure de Newell pour obtenir un temps de jeu considérable. Toutefois, à partir du mois de juin 2023, les blessures de Moody et Bower font qu'il est contraint de repasser à gauche pour terminer la saison,. Il est ainsi titulaire à ce poste lors des phases finales, qui voit les Crusaders remporter un septième titre d'affilée.
Lors de la saison 2024, il ne joue que quatre matchs, après avoir été longuement blessé aux ischios-jambiers,.

### En équipe nationale
Tamaiti Williams joue avec la sélection scolaire néo-zélandaise (en) en 2017 et 2018,.
Il  est sélectionné en 2019 avec l'équipe de Nouvelle-Zélande des moins de 20 ans pour participer au championnat junior océanien, et joue deux matchs lors du tournoi,. Il est ensuite retenu afin de participer au championnat du monde junior 2019 en Argentine. Les jeunes néo-zélandais terminent à une décevante septième place, tandis que  Williams dispute trois rencontres lors du tournoi,.
En décembre 2020, en vertu de ses origines Māori, il est sélectionné avec les Māori All Blacks afin de disputer un match contre les Moana Pasifika. Remplaçant au coup d'envoi, il participe à la victoire de son équipe, qui s'impose sur le score de 28 à 21,.
Il est rappelé avec les Māori en juin 2021, et participe à la double confrontation contre les Samoa. Remplaçant lors du premier match, il est titularisé lors du second.
En juin 2022, il dispute deux nouvelles rencontres avec les Māori, face à l'Irlande,.
En octobre 2022, il est sélectionné avec les All Blacks XV (en), l'équipe réserve néo-zélandaise, dans le cadre d'une tournée en Europe. Williams affronte l'équipe réserve irlandaise (en), puis les Barbarians,.
En juin 2023, il est sélectionné pour la première fois en équipe de Nouvelle-Zélande pour participer au Rugby Championship. Il obtient sa première sélection le 15 juillet 2023 contre l'Afrique du Sud à Auckland.
Le 7 août 2023, il est sélectionné pour disputer la Coupe du monde en France. Son équipe termine la compétition à la seconde place, après une défaite en finale face à l'Afrique du Sud, match pour lequel il est remplaçant. D'un point de vue personnel, il est la doublure d'Ethan de Groot lors de la compétition, jouant cinq matchs, tous en tant que remplaçant.

## Palmarès

### En franchise et province
- Vainqueur du Super Rugby Aotearoa en 2021 avec les Crusaders.
- Vainqueur du Super Rugby en 2022, 2023 et 2025 avec les Crusaders.
- Finaliste du NPC en 2022 avec Canterbury.

### En équipe nationale
- Vainqueur du Rugby Championship en 2023.
- Finaliste de la Coupe du monde en 2023.

## Statistiques

### En équipe nationale
Au 18 novembre 2024, Tamaiti Williams compte 18 capes en équipe de Nouvelle-Zélande, dont 6 en tant que titulaire, depuis le 15 juillet 2023 contre l'Afrique du Sud à Auckland. Il inscrit trois essais (15 points).
Avec les All Blacks, il dispute une Coupe du monde en 2023. Il a participé à deux éditions du Rugby Championship, en 2023 et 2024. Il dispute six rencontres dans cette compétition,.